# 阿珀尔河畔奥伯豪森
阿珀尔河畔奥伯豪森是德国莱茵兰-普法尔茨州的一个市镇。总面积3.34平方公里，总人口141人，其中男性64人，女性77人（2011年12月31日），人口密度42人/平方公里。